# 昂蒂利 (瓦兹省)
昂蒂利（法語：Antilly）是法国瓦兹省的一个市镇，属于桑利斯区（Senlis）贝斯县（Betz）。该市镇总面积3.64平方公里，2009年时的人口为326人。

## 人口
昂蒂利人口变化图示